# Bordères
Bordères ist eine französische Gemeinde mit 676 Einwohnern (Stand 1. Januar 2022) im Département Pyrénées-Atlantiques in der Region Nouvelle-Aquitaine.

## Geographie
Die Gemeinde wird vom Lagoin durchflossen, einem Nebenfluss des Gave de Pau.
Angrenzende Gemeinden:
- Lagos im Norden
- Lucgarier im Nordosten
- Hours im Osten
- Mirepeix im Westen
- Bénéjacq im Süden

## Persönlichkeiten
- François Bayrou (* 1951), liberaler Politiker, seit Dezember 2024 Ministerpräsident der französischen Republik und mehrmaliger Präsidentschaftskandidat, wurde hier geboren und wohnt dort im so genannten maison blanche.

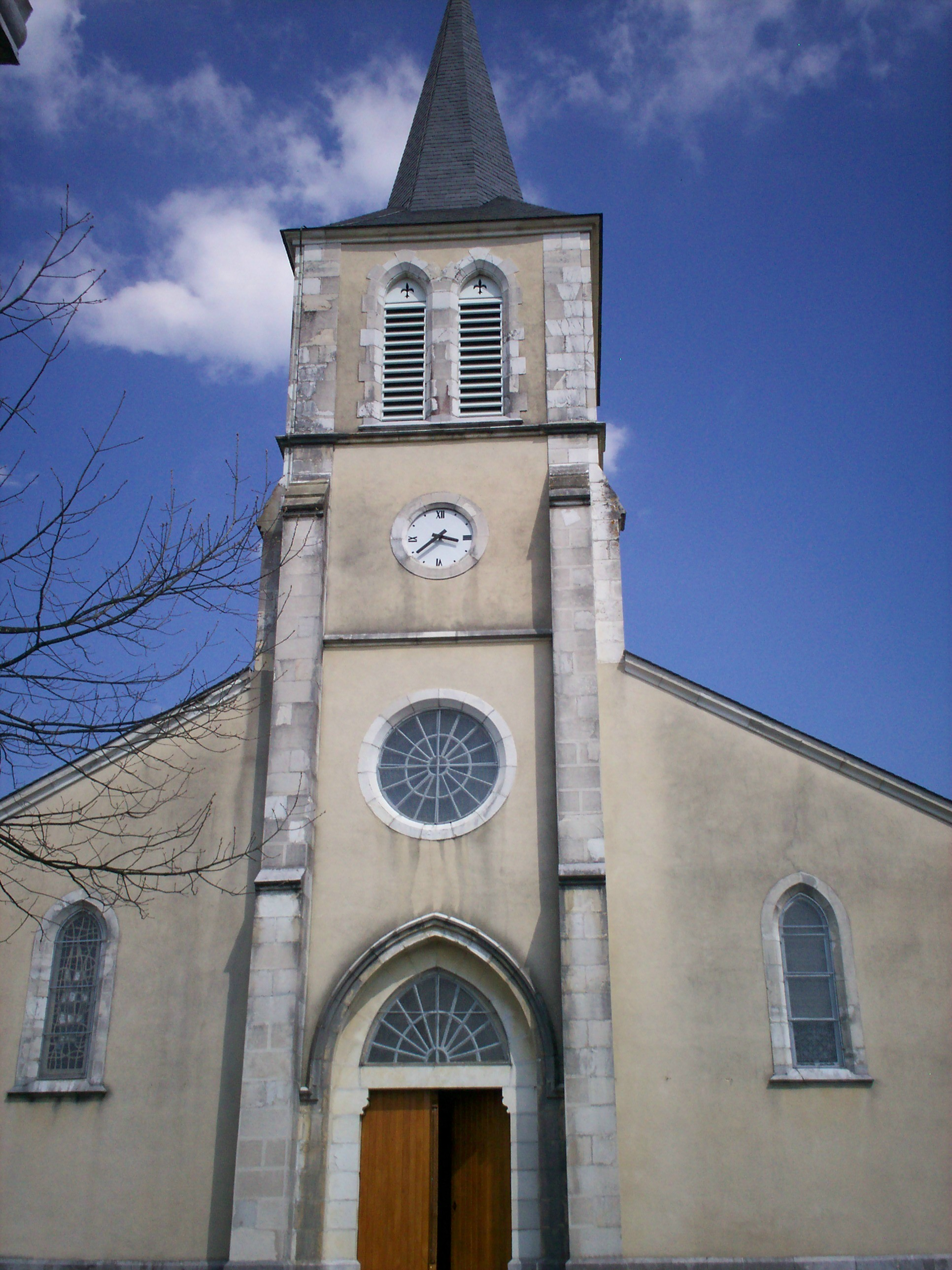
Kirche Saint-Laurent-Diacre